# Syneč
Syneč je vesnice v okrese Kolín, je součástí obce Krupá. Nachází se asi jeden kilometr severovýchodně od Krupé. Obcí protéká Chotýšský potok.

## Historie
První písemná zmínka o vesnici pochází z roku 1235.